# Klátovské rameno
Klátovské rameno je vodní tok, národní přírodní rezervace a evropsky významná lokalita.

## Vodní tok

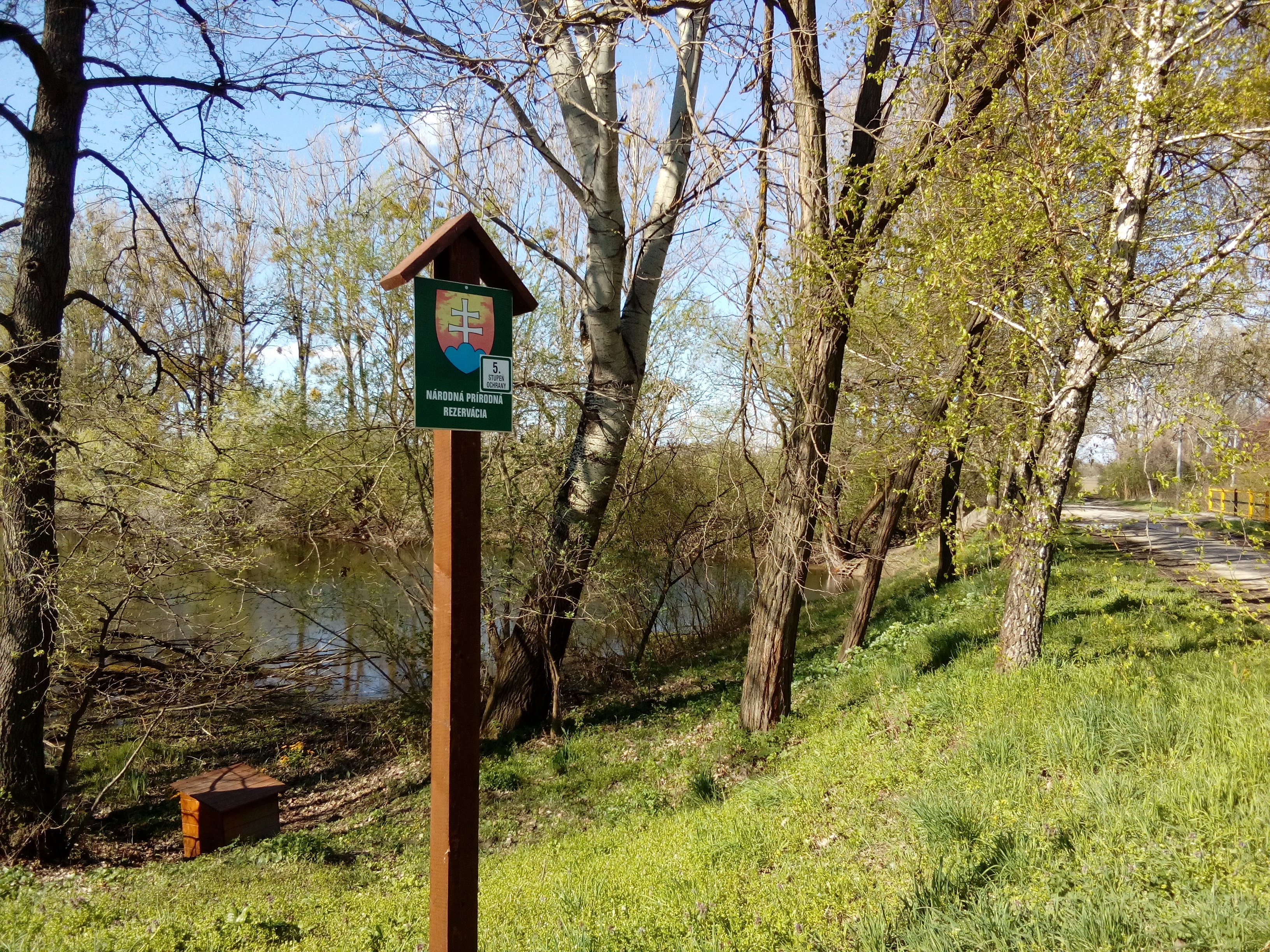
Označení NPR Klátovské rameno

Klátovské rameno je pravostranný přítok Malého Dunaje, Hloubka vody v tomto vodním toku se pohybuje od několika centimetrů až do 5m.

## Národní přírodní rezervace
Nachází se v okrese Dunajská Streda v Trnavském kraji v chráněné krajinné oblasti Dunajské luhy. Rozkládá se na katastrálních územích Dolná Potôň, Dolné Topoľníky, Dunajský Klátov, Horné Mýto, Horné Topoľníky, Jahodná, Malé Blahovo, Ohrady, Trhová Hradská, Veľké Blahovo a Vydrany. Území bylo vyhlášeno či novelizováno v roce 1993 na rozloze 306,44 ha. Předmětem ochrany jsou stanoviště lužních vrbovo-topolových a olšových lesů, přirozených eutrofních a mezotrofních stojatých vod s vegetací plovoucích a/nebo ponořených cévnatých rostlin typu Magnopotamion nebo Hydrocharition, nížinné a podhorské kosné louky- lesy. Klátovské rameno je zařazeno do 5. stupně ochrany. Jelikož ochranné pásmo národní přírodní rezervace (zákon NR SR č. 543/2002 Z.z. o ochraně přírody a krajiny § 22 odst. 6) nebylo vyhlášeno podle § 17 ods. 7, je jím území do vzdálenosti 100 m směrem ven od její hranice a platí v něm třetí stupeň ochrany (§ 14).

### Fauna
V Klátovském rameni a jeho okolí žijí několik vzácných a chráněných živočišných druhů. Zmínit je třeba například druhy evropského významu, kvůli kterým je území vyhlášeno: kuňka obecná (Bombina bombina), vydra říční (Lutra lutra), roháč obecný (Lucanus cervus), hořavka duhová (Rhodeus sericeus amarus), piskoř pruhovaný (Misgurnus fossilis), ježdík dunajský (Gymnocephalus baloni), hrouzek běloploutvý (Gobio albipinnatus), sekavec písečný (Cobitis taenia), bolen dravý (Aspius aspius), plotice lesklá (Rutilus pigus).
Z dalších druhů ryb lze zmínit štiku obecnou (Esox lucius), okouna říčního (Perca fluviatilis), karasa obecného (Carassius carassius), plotici obecnou (Rutilus rutilus), mníka jednovousého (Lota lota) a  tři druhy jelců (Leuciscus spp.).
Klátovské rameno obývají různé druhy obojživelníků jako skokan skřehotavý (Rana ridibunda), skokan zelený (Rana kl. esculenta), skokan štíhlý (Rana dalmatina), rosnička zelená (Hyla arborea) a ropucha zelená (Bufo viridis).
Byl zde zaznamenán výskyt asi 80 druhů ptactva, z toho 70 zde přímo hnízdí. Z druhů vážících se k vodě a mokřadům lze zmínit labuť velkou (Cygnus olor), volavku popelavou (Ardea cinerea), lysku černou (Fulica atra), čápa bílého (Ciconia ciconia), bukáčka malého (Ixobrychusus minutus ). V křovinách lužních lesů žije pěnice černohlavá (Sylvia atricapilla) i vzácnější pěnice vlašská (Sylvia nisoria). V lužních lesích hnízdí z méně běžných druhů dravců například včelojed lesní (Pernis apivorus).
Výzkumem se zdokumentovalo 102 druhů brouků, z nichž druh rodu Dorytomus byl popsán jako nový, na světě dosud neznámý druh.
Z vážek je v oblasti monitorována klínatka žlutonohá (Gomphus flavipes).
V rezervaci bylo zjištěno 32 druhů vodních měkkýšů; je to druhá druhově nejbohatší lokalita v Podunajské nížině.

### Flóra
Hlavními dřevinami rostoucími v okolí ramene jsou topol černý (Populus nigra), topol bílý (Populus alba), vrba křehká (Salix fragilis), vrba bílá (Salix alba), jasan štíhlý (Fraxinus excelsior) a olše lepkavá. Bohatě zastoupeny jsou také křoviny, hlavně hlohy (Crataegus spp.), plamínek plotní (Clematis vitalba), svída krvavá (Swida sanguinea), brslen evropský (Euonymus europaeus) a břečťan popínavý (Hedera helix).
Z vodního rostlinstva je třeba zmínit především tyto: truskavec obyčejný (Hippuris vulgaris), leknín bílý (Nymphaea alba), leknice žlutá (Nuphar lutea), vodní mor kanadský (Elodea canadensis) a stolístek přeslenatý (Myriophyllum verticillatum).